# 马运五
马运五（1887年—1955年），中华人民共和国宗教人士。
担任中国伊斯兰教协会筹备委员会委员、全国工商联委员、开封市回民代表。1954年，当选第一届全国人民代表大会代表。